# Rosa de Lima
Rosa de Lima (Lima, 20 de abril de 1586 - Lima, 24 de agosto de 1617) foi uma mística da Ordem Terceira Dominicana, canonizada, pelo Papa Clemente X, em 1671. Santa Rosa é a padroeira do Peru e foi a primeira santa nativa da América.

## Vida
Nascida em Lima no ano de 1586, era descendente de conquistadores espanhóis. Seu nome de batismo era Isabel Flores y Oliva, mas a extraordinária beleza da criança motivou a mudança do nome de Isabel para Rosa, ao que ela acrescentou o de Santa Maria. Seus pais eram Gaspar de Flores, espanhol arcabuz do Vice-Rei, e Maria Oliva, limenha. Era a terceira dos onze filhos do casal.
Os biógrafos afirmam que os pais de Rosa não eram ricos e a família vivia em pobreza e dificuldades financeiras. D. Gaspar era arcabuz nas tropas do Vice-Rei e não ganhava um bom soldo. Por isso, os filhos cresceram no trabalho. Diz-se que Rosa desenvolveu muitos talentos manuais, como a costura, o bordado e o cultivo de rosas e flores, realizado em seu jardim, com os quais conseguia algum dinheiro para aliviar a penúria da família. Também se conta que, quando não estava costurando e bordando até altas horas da noite para auxiliar no sustento da família, confeccionava delicadas flores de papel para servir como decoração. 
Por cultivar as rosas de seu próprio jardim, é tida como patrona das floristas. Era muito inteligente e precoce: diz-se que tangia graciosa a viola e a harpa e tinha voz doce e melodiosa. Conta-se também que, ainda criança, aprendeu a ler e escrever praticamente sozinha (segundo a lenda, ensinada pelo próprio Menino Jesus, por quem nutria uma devoção incomum), apesar dos historiadores atribuírem tal fato aos ensinamentos de sua irmã mais velha, Bernardina, e de sua avó materna, Isabel Herrera, que vivia na mesma casa. Também se conta que, com apenas 5 anos, já fazia orações profundas, inclusive tendo manifestado o desejo de realizar um voto de castidade. Muitos dos fatos que se contam a respeito de Santa Rosa de Lima se misturam à realidade, por terem sido testemunhados por seus parentes e amigos mais íntimos e relatados às autoridades eclesiásticas durante o seu processo de beatificação, aberto pela Igreja após a sua morte, em 1617.
Muito bela, Rosa era tida como a moça mais virtuosa e prendada de Lima. Talvez por este motivo, foi pretendida pelos jovens mais ricos e distintos de Lima e arredores, mas a todos rejeitou, por amar a Cristo como esposo. Isso lhe foi motivo de grandes tristezas, uma vez que seus pais viam no seu casamento uma oportunidade de saírem da situação de pobreza em que sempre viveram. Muitas vezes foi castigada pela mãe, Maria Oliva, que queria forçá-la a se casar e não cessava de expô-la à sociedade local, por ser muito atraente. Mas no fim, através de muita oração e com a ajuda de seus confessores, recebeu dos pais a permissão para usar o hábito terceiro franciscano (que nunca deixou de usar, mesmo quando se tornou terciária dominicana). Em idade de casar, fez o voto de castidade e tomou o hábito da Ordem Terceira Dominicana, após lutar contra o desejo contrário dos pais. Construiu uma cela estreita e pobre no fundo do quintal da casa e começou a ter vida religiosa, penitenciando seu corpo com jejuns e cilícios dolorosos. Conta-se que utilizava muitas vezes um aro de prata guarnecido com fincos, semelhante a uma coroa de espinhos, em seus cilícios. Foi extremamente bondosa e caridosa para com todos, especialmente para com os índios e para com os escravos negros, aos quais prestava os serviços mais humildes em caso de doença.  Foi uma preciosa amiga e colaboradora de S. Martinho de Porres, igualmente dominicano.
Segundo os relatos de seus biógrafos e dos amigos que a acompanharam em sua trajetória santa, dentre eles seu confessor Frei Juan de Lorenzana, por sua piedade e devoção Santa Rosa recebeu de Deus o dom dos milagres. Ela era constantemente visitada pela Virgem Maria e pelo Menino Jesus, que quis repousar certa vez entre seus braços e a coroou com uma grinalda de rosas, que se tornou seu símbolo. Também é afirmado que tinha constantemente junto a si seu Anjo da Guarda, com quem conversava. Ainda em vida lhe foram atribuídos muitos favores: milagres de curas, conversões, propiciação de chuvas e até mesmo o impedimento da invasão de Lima pelos piratas holandeses em 1615.
Apesar de agraciada com experiências místicas fora do comum, nunca lhe faltou a cruz, a fim de que compartilhasse dos sofrimentos do Divino Mestre: sofrimentos provindos de duras incompreensões e perseguições, além de, nos últimos anos de vida, sofrimentos físicos, agudas dores devidas à prolongada doença que a levou à morte em 24 de agosto de 1617, aos 31 anos de idade. Suas últimas palavras foram "Jesus está comigo!". Seu sepultamento foi apoteótico e pranteado por todo o Vice-Reino do Peru, e seu túmulo tornou-se palco de milagres, bem como também os lugares onde viveu e trabalhou pela causa da Igreja. Foi a primeira santa canonizada da América e proclamada padroeira da América Latina. Conta-se que o Papa Clemente relutava em elevá-la aos altares, mas foi convencido após presenciar uma milagrosa chuva de pétalas de rosa que caiu sobre ele, vinda do céu e que atribuiu a Santa Rosa de Lima.

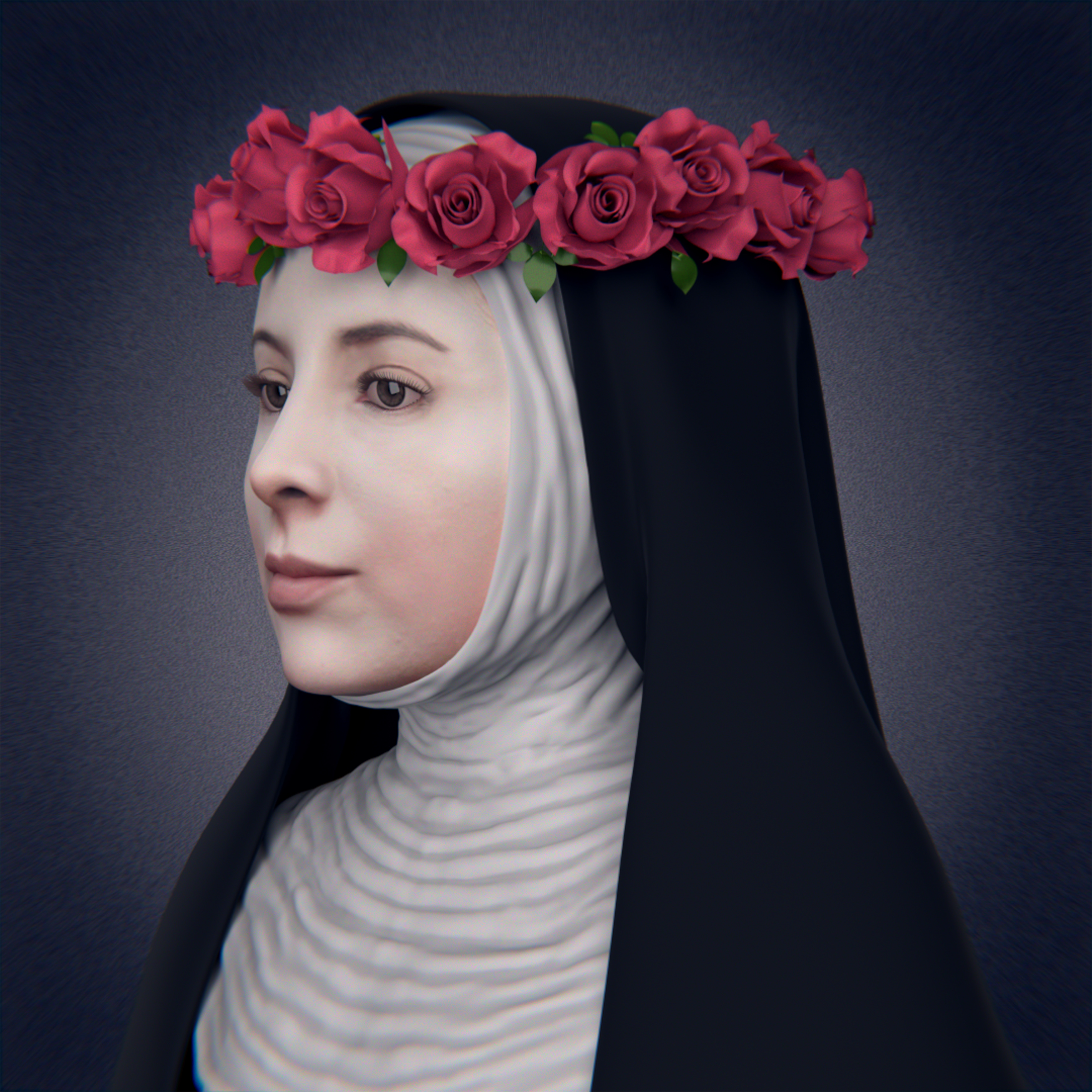
Reconstituição facial utilizando técnicas forenses, por Cícero Moraes.

Dela disse o Cardeal Ratzinger: De certa forma, essa mulher é uma personificação da Igreja da América Latina: imersa em sofrimentos, desprovida de meios materiais e de um poder significativos, mas tomada pelo íntimo ardor causado pela proximidade de Jesus Cristo (Homilia no Santuário de Santa Rosa de Lima, Peru, em 19 de julho de 1986).

## No Brasil
No Brasil, alguns municípios tem seu nome e a tem como padroeira titular da Igreja matriz, como: Jaguaribara no estado do Ceará; Barra de Santa Rosa, no estado da Paraíba; Iretama e Nova Santa Rosa, no estado do Paraná; Santa Rosa de Lima e Santa Rosa do Sul em Santa Catarina; Santa Rosa de Lima, no estado de Sergipe; em Santa Rosa da Serra, Iturama, no distrito Engenho do Ribeiro do município de Bom Despacho e no município de Sarzedo, na região metropolitana de Belo Horizonte, no estado de Minas Gerais; em Caruaru, Pernambuco, no distrito de Mosqueiro; em Belém do Pará e na cidadezinha de Cabeceiras em Goiás, a adotam como Padroeira.